# (136617) 1994 CC
1994 سي سي (ويعرف أيضًا باسم (136617) 1994 سي سي وفق تسمية الكوكب الصغير) (بالإنجليزية: 1994 CC)‏ هو كويكب ضمن حزام الكويكبات؛ وترتيبه 136617 من حيث الاكتشاف.
اكتُشف هذا الجُرم الفلكي بواسطة سبيس واتش في 3 فبراير 1994.

## وصلات خارجية
- (136617) 1994 CC في قاعدة بيانات مختبر الدفع النفاث لأجرام النظام الشمسي الصغيرة

- الاكتشاف · مخطط المدار ·  العناصر المدارية · المعلمات المادية

- (136617) 1994 CC على موقع ويكي سكاي: DSS2, SDSS, GALEX, IRAS, Hydrogen α, X-Ray, Astrophoto, Sky Map, Articles and images